# Мел Мермельштейн
Мел Мермельштейн (Mel Mermelstein; 25 вересня 1926, Росвигове, поруч з Мукачевим, Підкарпатська Русь, Чехословаччина — 28 січня 2022, Лонг-Біч, Каліфорнія) — угорський єврей, що єдиним зі своєї родини вижив під час Голокосту. Став відомим вигравши позов проти Інституту перегляду історії у американському суді.

## Біографія
Народився у Росвигові поруч із Мукачевим (нині — частина Мукачевого), який на той час у складі Підкарпатської Русі входив до Чехословаччини. 1939 року Підкарпатська Русь була анексована Угорщиною, яка виступала союзником Німеччини. 19 травня 1944 року Мермельштейна було депортовано до Аушвіцу разом з іншими євреями.
Під час Голокосту Мермельштейн втратив батька, матір, двох сестер та брата.
У 1979 році Мермельштейн опублікував автобіографію «Хлібом єдиним» (By Bread Alone), у якій детально оповів про події Голокосту та виживання у німецьких концентраційних таборах.
Помер у Лонг-Біч, Каліфорнія, в віці 95-ти років від ускладнень, викликаних коронавірусним захворюванням COVID-19.

## Процес Мермельштейн проти Інституту перегляду історії
У 1979 році Інститут перегляду історії запропонував винагороду 50 тис. доларів тому, хто зможе довести, що євреїв знищували газами в Освенцімі.
Мел Мермельштейн представив нотаріальну довідку, яка засвідчувала що його депортували в Освенцім і що він був свідком, як нацисти відправили його матір, двох сестер та інших в'язнів у (як він дізнався пізніше) газову камеру № 5. Як основу доведення він використовував власну автобіографію, яка містила багато фотографій, вирізок з газет та документів, як свідчень Голокосту. Однак інститут відмовився прийняти ці докази і платити винагороду.
Відтак Мермельштейн порушив судовий позов проти Інституту, вимагаючи 17 млн доларів. Він стверджував, що пропозиція винагороди викликала у нього безсоння, завдала шкоди його фірмі і була «наклепницьким запереченням встановлених фактів». Суд при розгляді справи прийняв затвердження Мермельштейна. Згідно з судовим рішенням, прийнятому в липні 1985 року, Інститут перегляду історії виплатив Мермельштейну 90 тисяч доларів і опублікував лист з персональними вибаченнями.
Зокрема, суд постановив:
За каліфорнійським Кодексом доказів, суд може винести суддівську заввагу (англ. judicial notice) «загальновідомих фактів та тверджень, що настільки повсюдно відомі, що не можуть бути предметом суперечки» (Evidence Code, sect. 451(f), 452(h)). Це був перший випадок винесення суддівської завваги про Голокост у США.

## Публікації
- Mermelstein, Mel. By Bread Alone. — Auschwitz Study Foundation, Inc: Huntington Beach, CA. — 1979.